# Adolf Heijkenskjöld
Adolf Detlof Heijkensköld, född 4 juli 1850 i Ervalla socken, död 6 februari 1901 i Stockholm, var en svensk militär och idrottsledare.
Adolf Heijkenskjöld var son till kaptenen Frans August Detlof Heijkenskjöld. Han var kadett vid Karlberg 1867-1872 och därefter underlöjtnant vid Svea livgarde från 1872, och befordrades 1875 till löjtnant. 1882-1884 genomgick Heijkenskjöld Gymnastiska centralinstitutet och fungerade därefter som biträdande lärare där 1885-1887. Under sin tid här kom han att engagera sig i framväxten av den svenska idrotten, särskilt skidsporten, där han under 1870- och 1880-talen var en av pionjärerna. Han var en av grundarna av Riksföreningen för skidlöpningens främjande i Sverige 1892 och fram till sin död 1901 föreningens ordförande. Heijkensjköld var även en av grundarna av Sveriges centralförening för idrottens främjande 1897. I samband med de Olympiska sommarspelen 1900 i Paris var Heijkenskjöld medlem av organisationen och 1901 var han även en av initiativtagarna till Nordiska spelen. Heijkenskjöld blev 1890 kapten vid Svea livgarde, från 1891 kompanichef och befordrades 1898 till major.